# قوس گونه
قوس گونه (انگلیسی: Zygomatic arch) که بخشی از استخوان گونه است که موجب برجستگی گونه‌ها می‌شود.
قوس گونه یک ستیغ استخوانی است که در فاصله زبانه گوش و لاله گوش و نقطه یوغی قرار دارد و به راحتی قابل لمس است. برای لمس قوس بهتر است انگشتان از پایین به بالا حرکت کند.
نقطه یوغی (Jugal point) که نقطه گونه‌ای هم نامیده می‌شود نقطه‌ای است که در زاویه بین قوس گونه‌ای و زایده پیشانی استخوان گونه قرار دارد و قابل لمس است.
استخوان گیجگاهی از سه بخش تشکیل شده است. اول خاره که هرمی شکل است و در قاعده کاسه سر واقع شده است. قسمت دوم صدف نام دارد که ناحیه گیجگاهی را تشکیل می‌دهد.
در زیر صدف زائده‌ای از زیر این استخوان خارج می‌شود که زائده گونه‌ای نام دارد و با استخوان گونه مفصل شده و قوس گونه‌ای را به وجود می‌آورد. این قوس در زیر پوست قرار داشته و بسیار ظریف است به طوری که در اثر ضربه مستقیم فوراً می‌شکند.

## نگارخانه

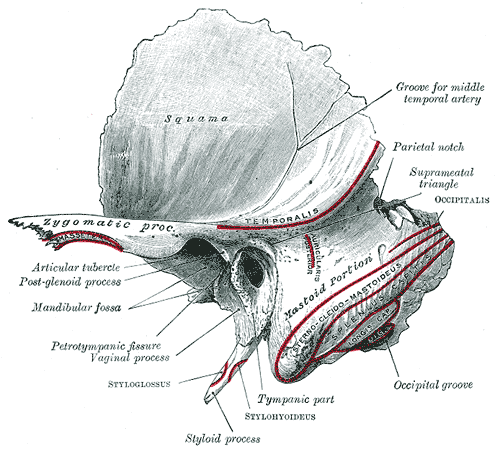
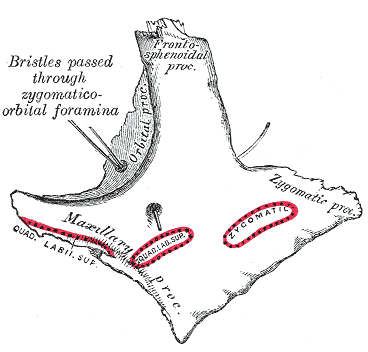
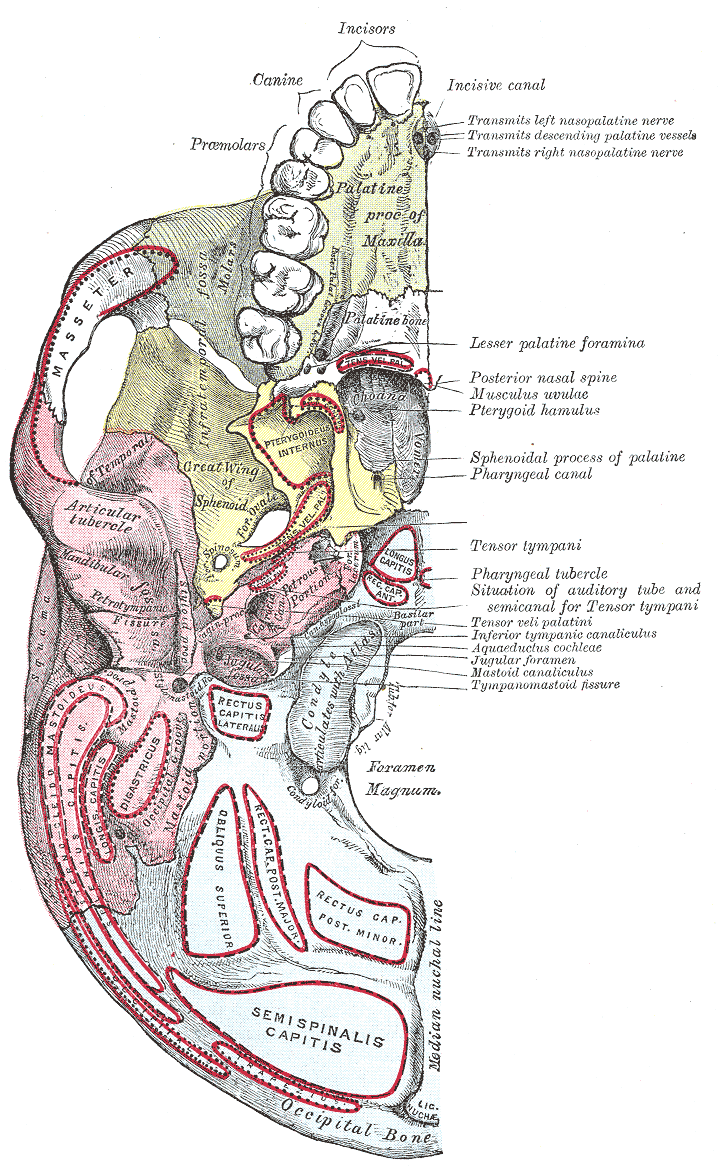
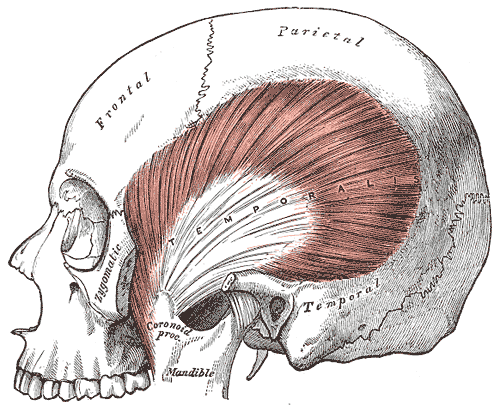
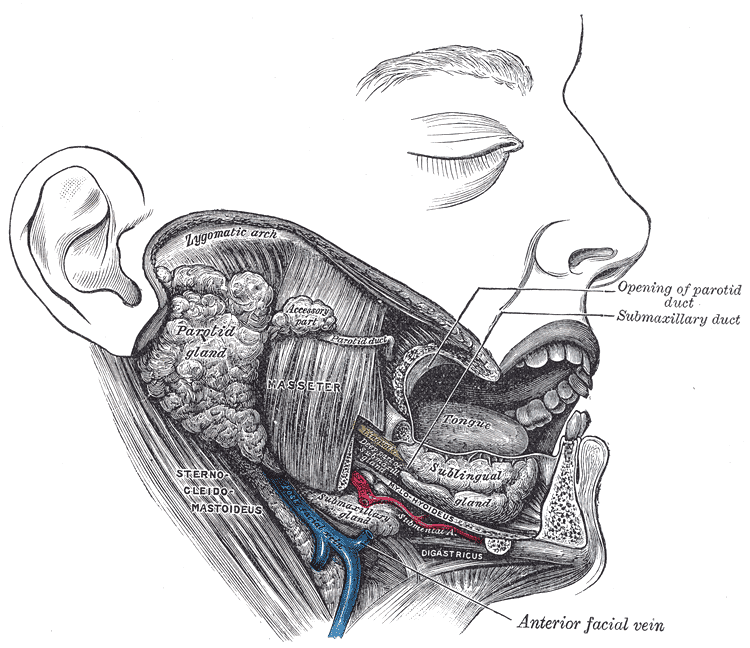
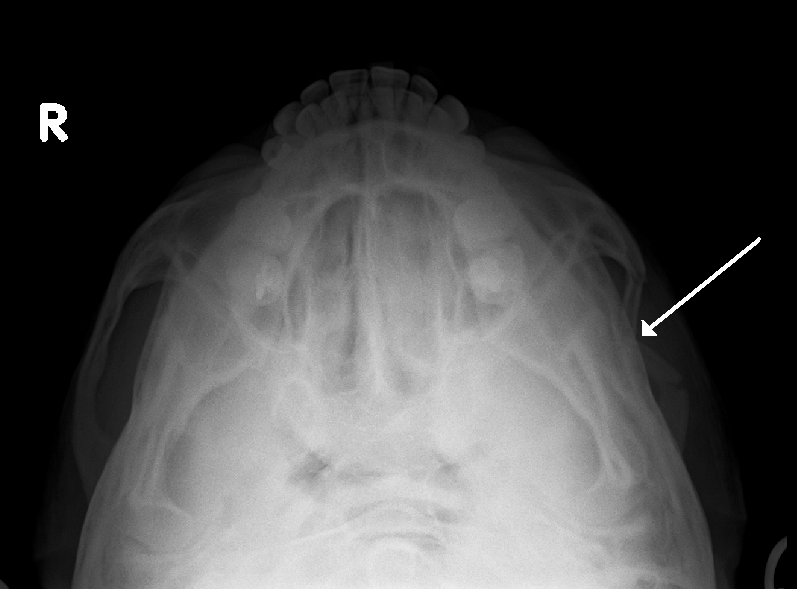
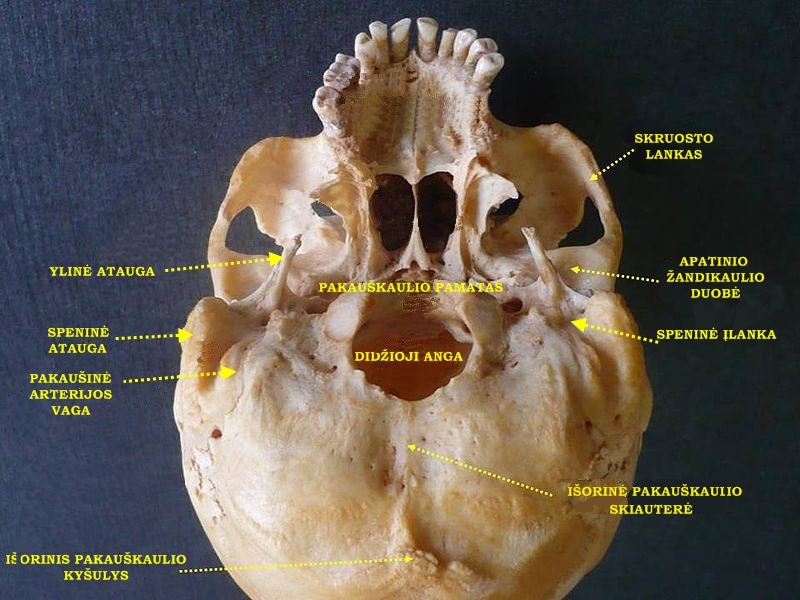